# 大広田地区
大広田地区（おおひろた）は、富山県富山市の地区である。富山市街地の北側近郊にある他、東富山駅があり交通利便性が高いので、地区南部を中心に住宅地が多い。

## 概要
東側は浜黒崎地区と針原地区、南側は豊田地区、西側は萩浦地区と隣接している。北側は富山湾に面している。
商業・工業共に富山県道172号(産業道路)沿いに密集している。

## 地理
地区は富山低地の氾濫原に存在しており、ほぼ全域が標高5m程度と低平である。
- 河川 村川
- 富山湾

## 歴史
- 1889年（明治22年）4月1日 - 町村制施行に伴い上新川郡森村、大村、田畑村、中田村、千原崎村、上野村、蓮町村が合併し、大広田村が発足。
- 1940年（昭和15年）9月1日 - 富山市に編入。旧村部は大広田地区と萩浦地区に分割。

## 経済
富山県道172号沿いに大型工場が多い。
- 不二越工場
- MRCデュポン工場
- 三菱ケミカル

## 商業施設
- カーマホームセンター富山大広田店
- クスリのアオキ東岩瀬店
- アルビスルミネス店

## 教育
- 高朋高等学校
- 富山市立北部中学校
- 富山市立大広田小学校

## 景勝地
- 古志の松原

## 交通
- あいの風とやま鉄道-東富山駅

## 参考出典
- 『富山県の地名』平凡社